# Бахар-э-Шариат
Бахар-э-Шариат (урду بہار شریعت‎) — энциклопедия исламского права (фикха), интерпретированного согласно ханафитской школе. Содержит 20 томов. Семнадцать томов были написаны муфтием Амджадом Али Аазми, учеником имама Ахмеда Раза Хана. Последние три книги были собраны его учениками после его смерти. Книга написана на языке урду. В книге доходчиво и на доступном языке поясняются 11624 закона и установления шариата. Предназначена для использования мирянами, священнослужителями и учёными.
Бахар-э-Шариат был написан как пособие для женщин и детей, но в наши дни серьёзно изучается исламскими школами. Правоведы также полагаются на установления, приведённые в книге. Первый томе в основном посвящён основным принципам ислама. Есть отдельные части для намаза, акиды, тахарата, саума, закята и хаджа. Вторая часть включает в себя такие темы, как таляк и хула (отлучение), куфрия (вопросы, связанные с куплей и продажей товаров) и так далее. Другие части включают в себя такие темы, как наследование, кассас, дият и другие темы, охватывающие все сферы жизни человека.
Книга была опубликована многими издательствами Индии и Пакистана. Исламская организация Дават-э-Ислами создала компьютеризованную версию книги.